# De Nacht (bier)
De Nacht is een Belgisch bier van hoge gisting.
Het bier wordt sinds 2010 gebrouwen in Brouwerij Vissenaken te Vissenaken (Tienen).
Het is een zwart winterbier met een alcoholpercentage van 5,2%. Op het etiket staat een afbeelding van het sterrenbeeld Orion.